# Francesca Caccini
Francesca Caccini (Florència, Itàlia, 18 de setembre de 1587 - íd. probablement el 1640) fou una compositora, cantant, intèrpret d'arpa, llaüt i clavicèmbal, professora de música i poeta italiana de començaments del barroc. A més, disposà d'una excel·lent formació en idiomes, aritmètica, astrologia i alquímia. Va ser la primera dona a compondre una òpera.

## Biografia
Francesca va néixer a Florència, filla gran de Giulio Caccini, compositor i cantant, i Lucia. Va viatjar amb tota la família a Florència. La seva primera actuació en públic com a cantant va ser en el casament d'Enric IV de França i de Maria de Mèdici el 1600; son pare va participar en l'organització i composició de la música per a la cerimònia.

## Carrera musical
El 1604, la família Caccini al complet va viatjar a França. El rei Enric IV va quedar impressionat amb les seves actuacions i li va proposar que es quedessin a la seva cort. Tanmateix, els funcionaris florentins s'hi van oposar, i ella va tornar a Itàlia, on la seva fama va continuar creixent. Poc de temps després, va atreure l'atenció de Claudio Monteverdi, impressionat pel seu cant. El 1607 va contreure matrimoni amb un membre de la Camerata florentina, Giovanni Battista Signorini.
A començaments de la seva carrera actuava amb els seus pares, germà i germana amb el nom de Concerto Caccini, però més endavant va formar grup amb la seva germana Settimia i l'executant romana Vittoria Archilei. En aquesta època va rebre de vegades el nom de la Cecchina.
Durant aquest temps va començar a desenvolupar la seva habilitat com a compositora. Per encàrrec del llibretista Michelangelo Buonaroti el Jove (nebot del magnífic artista del mateix nom) va escriure música per als seus espectacles, per a molts intermedis en la cort dels Médici i també va començar a escriure òperes. Abans de 1618 era dels músics més ben remunerats de la cort i cobrava més que el seu pare, la compositora més primerenca d'òperes i una de les escasses dones que va veure lobra seva publicada.
El 1625, va obtenir un dels seus majors èxits amb l'òpera La liberazione di Ruggiero dall'isola d'Alcina, composta per a la visita del príncep Ladislaus Sigismondo de Polònia, òpera que va ser interpretada també a Varsòvia el 1628, i primera òpera italiana representada fora de les seves fronteres.
Les dades dels últims anys de la seva vida són escasses i poc precises. Sembla que es tornà a casar i que visqué a Lucca i a Parma, abans de tornar de nou a Florència. La seva filla Margherita, formada per ella, va seguir els seus passos; tingué un altre fill, Tomasso. Hi ha documents en els quals apareix una Francesca Caccini, esposa d'un senador, morta el 1640, encara que altres fonts fixen la seva mort el 1630.

## Obra
Caccini va escriure cinc òperes, quatre de les quals s'han perdut (només ha sobreviscut La liberazione di Ruggiero). Igualment va compondre obres religioses, seculars, vocals i instrumentals.
L'única col·lecció que en perdura és una publicació de 1618, Il primo libro delle musiche, un aplec de 32 melodies dedicat al cardenal Cosme de Mèdici, que inclou peces sacres i profanes, solos i duets i diferents estils. Escrivia clarament per a la seva pròpia veu i la seva capacitat vocal però és probable que fes servir aquest conjunt per a instruir les seves alumnes en la tècnica vocal.
La seva obra inclogué també almenys 17 obres teatrals i centenars d'obres vocals més breus. El seu pare va dir que “havia omplert tres llibres amb més de 300 obres", la majoria de les quals lamentablement no s'han coinservat.